# 塞薩 (提契諾州)

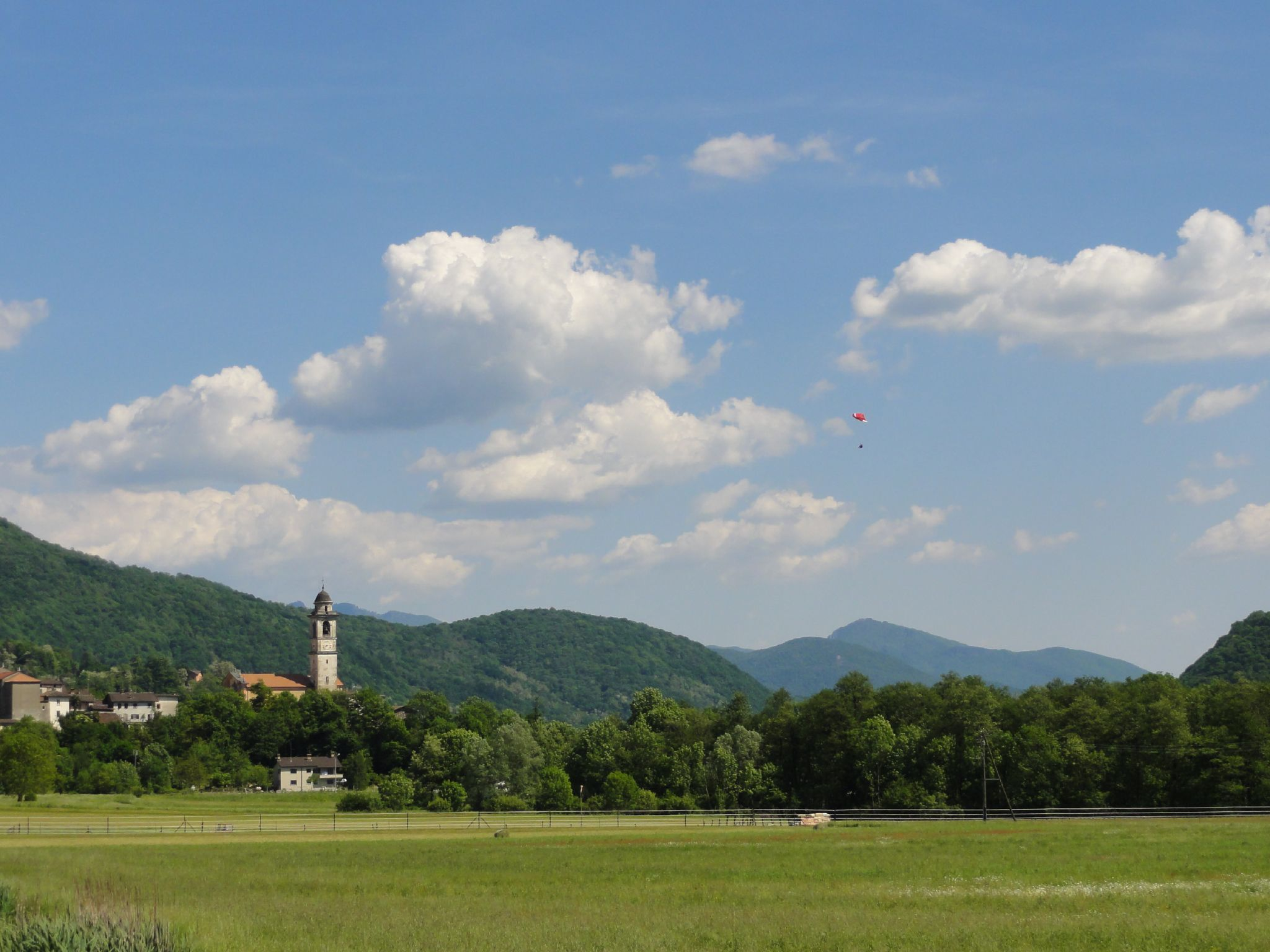

塞薩是瑞士的城鎮，位於該國南部，由提契諾州負責管轄，面積2.87平方公里，海拔高度393米，2011年人口671，七成半人口信奉羅馬天主教，人口密度每平方公里234人。

## 外部連結
- Official website （页面存档备份，存于） （意大利文）